# 天塩大沢駅

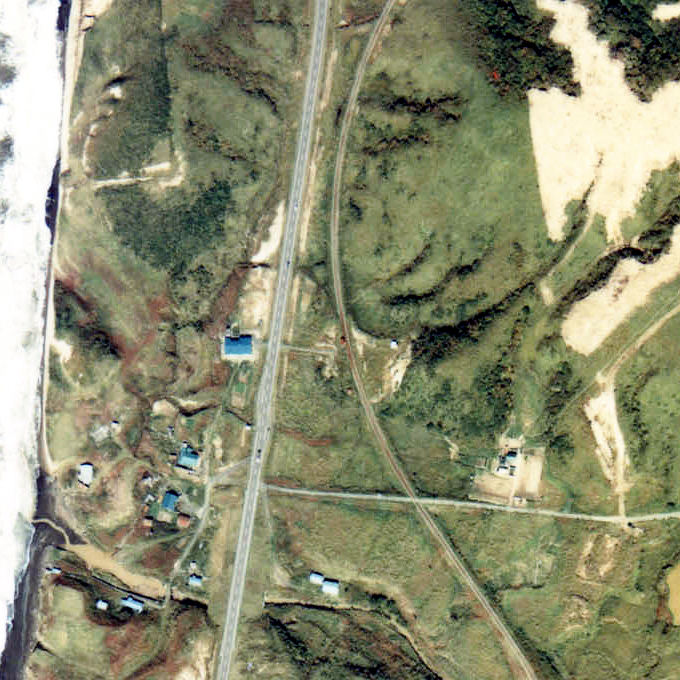
1977年の天塩大沢駅と周囲約500m範囲。上が幌延方面。仮乗降場の簡易型風であるが、石組み土盛の2両程の長さのホーム。ホーム上横に赤錆色の屋根の待合室が見える。ホームへの昇降口は豊崎側（下側）端にあった。この頃も人家が少ないが、現在ではほぼ無人地帯となっている。

天塩大沢駅（てしおおおさわえき）は、北海道苫前郡初山別村字大沢にかつて存在した、日本国有鉄道（国鉄）羽幌線の駅（廃駅）である。電報略号はテオ。事務管理コードは▲121621。
一部の普通列車は通過した（1986年（昭和61年）11月1日改定の時刻（廃止時の時刻表）で、下りのみ1本（急行「はぼろ」後継の主要駅停車列車。上りは停車））。

## 歴史
- 1958年（昭和33年）10月18日 - 日本国有鉄道（国鉄）羽幌線の初山別駅 - 遠別駅間延伸開通に伴い、開業。旅客のみ取り扱い[4]。
- 1987年（昭和62年）3月30日 - 羽幌線の全線廃止に伴い、廃駅となる[1]。

### 駅名の由来
所在地名より。「奥羽本線に同名駅があるため」として（このほか上越線にも存在する）、旧国名の「天塩」を付した。
「大沢」の由来について1973年（昭和48年）に国鉄北海道総局が発行した『北海道　駅名の起源』では、「アイヌ語の『オヤノ・フチ・ナイ』（大沢の意）」からとしている。

## 駅構造
廃止時点で、1面1線の単式ホームを有する地上駅であった。ホームは、構内の西側（幌延方面に向かって左手側）に存在した。
開業時からの無人駅であり、ホームと待合所のみという構造で、駅舎は存在しなかった。

## 駅周辺
- 国道232号（天売国道/日本海オロロンライン）
- オヤルフツナイ川

## 駅跡
1999年（平成11年）時点で駅施設は全て撤去されており、跡形も無い。2010年（平成22年）時点、及び2011年（平成23年）時点でも同様であった。原野と化している。
また、2011年（平成23年）時点では駅跡附近のオヤルフツナイ川に橋梁が残存している。

## 隣の駅
日本国有鉄道
羽幌線
豊岬駅 - 天塩大沢駅 - 共成駅